# Strophurus assimilis
Strophurus assimilis är en ödleart som beskrevs av  Storr 1988. Strophurus assimilis ingår i släktet Strophurus och familjen geckoödlor. Inga underarter finns listade i Catalogue of Life.